# 图尔什苏 (拉钦)
图尔什苏，阿塞拜疆共和国拉钦区的一个村庄。该村庄周围都是山。1992年，當地被亚美尼亚共和国軍隊占领，2020年12月1日被阿塞拜疆收復。